# Plan incliné de Hay
 (mai 2023).
Si vous disposez d'ouvrages ou d'articles de référence ou si vous connaissez des sites web de qualité traitant du thème abordé ici, merci de compléter l'article en donnant les références utiles à sa vérifiabilité et en les liant à la section « Notes et références ».

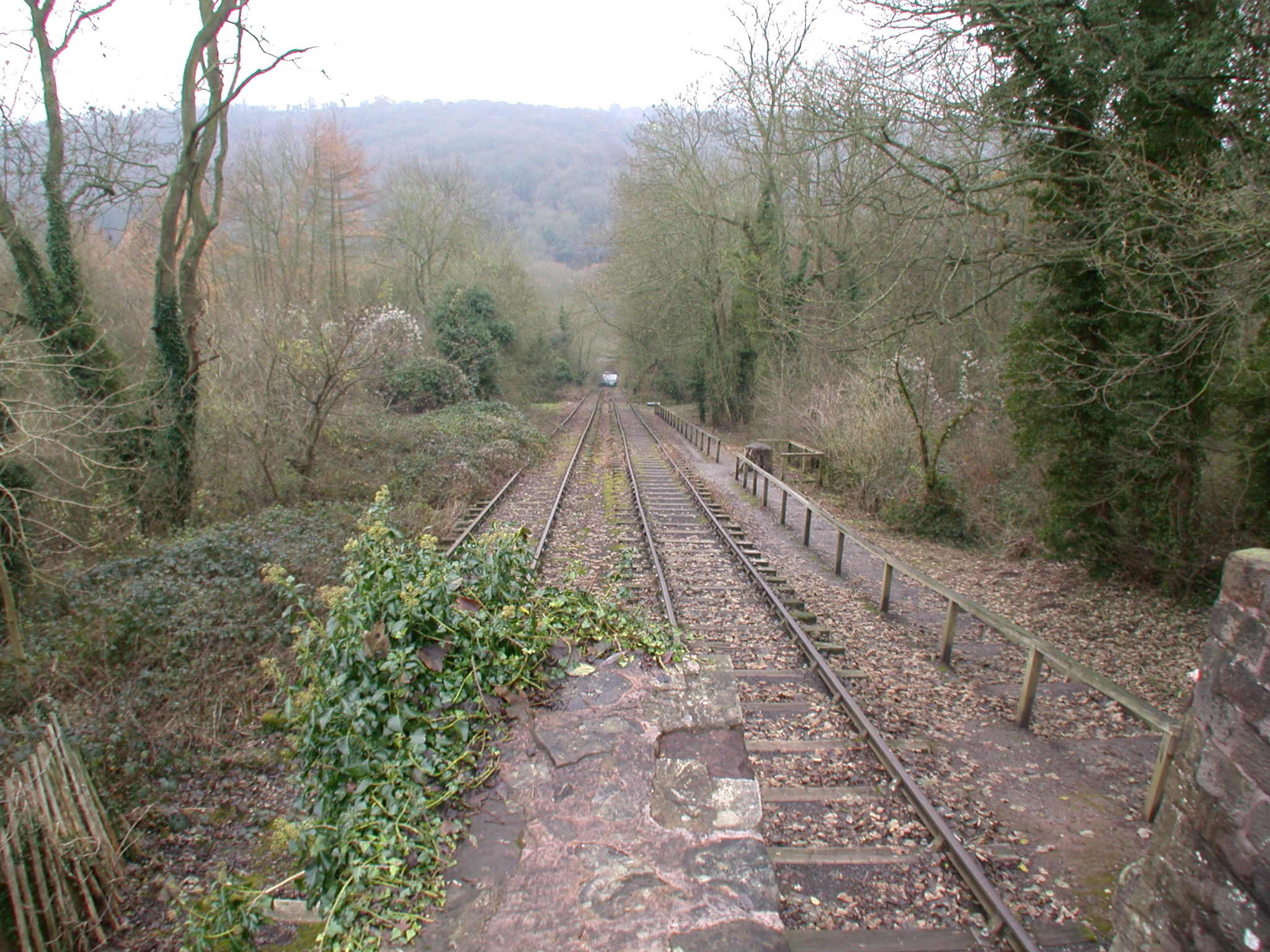
plan incliné de Hay

Le plan incliné de Hay est un plan incliné fluvial (ascenseur à bateaux) au Royaume-Uni. Il compense un dénivelé de 63 m pour 1 000 m de longueur. Il se trouve sur le Shropshire Union Canal, qui relie la zone industrielle de Blists Hill à la rivière Severn et fait partie de l'ensemble du patrimoine industriel de la vallée d'Ironbridge, inscrit depuis 1986 sur la Liste du patrimoine mondial de l'Unesco. 
Le plan incliné a été actif de 1792 à 1894,. Jusqu'aux environs de 1800, il était actionné à l'aide de cordes par quatre personnes qui pouvaient ainsi hisser des embarcations de 3 à 6 tonnes en trois minutes et demie. Ce dispositif a ensuite été remplacé par des chaînes.
Le plan a été restauré en 1968 et en 1975.